# Dimitri Tyomkin
Dimitri Tyomkin (nascut el 25 de març de 1977) és un jugador d'escacs canadenc, d'origen israelià, que té el títol de Gran Mestre des de 2001.
A la llista d'Elo de la FIDE del gener de 2022, hi tenia un Elo de 2430 punts, cosa que en feia el jugador número 10 (en actiu) del Canadà. El seu màxim Elo va ser de 2522 punts, a la llista de juliol de 2000 (posició 383 al rànquing mundial).

## Resultats destacats en competició
El 1997 va guanyar el Campionat d'Israel júnior i el Campionat d'Europa juvenil a Tallinn. El 2004 empatà al 1r-2n lloc amb Oleksandr Moissèienko al Canadian Open a Kapuskasing i empatà als llocs 3r-6è amb Igor Zugic, Mark Bluvshtein i Tomas Krnan al Campionat del Canadà a Toronto (el campió fou Pascal Charbonneau).
Ha participat, representant el Canadà, a l'Olimpíada d'escacs de 2004 a Calvià.

## Partides notables
- Dimitri Tyomkin vs M Hidalgo, XV Memorial Carlos Torre 2002, defensa siciliana (B30), 1-0.
- Dimitri Tyomkin vs Semen I Dvoirys, Beer Sheva Rapid 2004, defensa siciliana, variant Najdorf (B91), 1-0